# Pieter van Romburgh

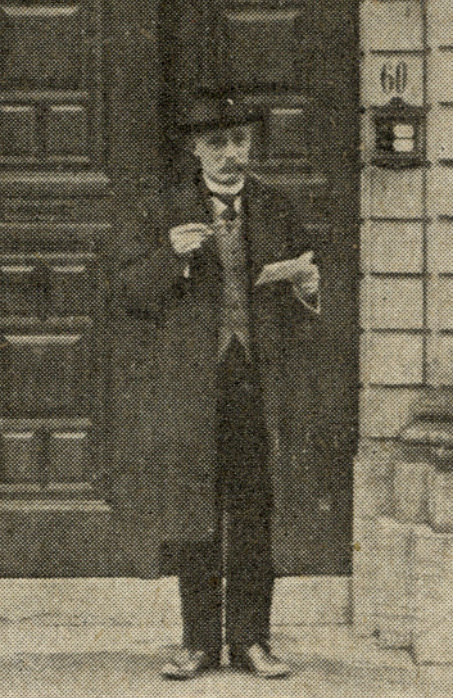
Van Romburgh (Universität Utrecht, 1918)

Pieter van Romburgh (* 30. September 1855 in Leiden; † 27. Mai 1945 in Baarn) war ein niederländischer Chemiker.

## Leben
Van Romburgh wurde als viertes von elf Kindern des Hubertus van Romburgh (* 14. August 1825 in Leiden; † 4. April 1889 ebenda) und dessen Frau Cornelia Gerarda Maria van Trotsenburg (* 11. April 1831 in Leiden; † 26. Mai 1901 in Den Haag) geboren. Sein Vater betrieb einen Eisenwarenhandel, in der sich der junge van Romburgh schon früh für chemische Phänomene interessierte. Nachdem er die Grundschule besucht hatte, ging er auf die höhere Bürgerschule in Leiden, wo er 1874 das Examen zur Hochschulreife ablegte. Am 28. September 1874 immatrikulierte er sich an der Universität Leiden um bei Jacob Maarten van Bemmelen und Antoine Paul Nicolas Franchimont ein Studium der Chemie zu absolvieren. Ab 1878 arbeitete er als Assistent bei Frachimont und promovierte am 22. Januar 1881 mit der Arbeit Over isomere chloorsubstitutieproduden van propaan en propyleen (deutsch: Über isomere Chlorsubstitutprodukte aus Propan und Propylen) zum Doktor der Chemie.
Danach arbeitete er als Lehrer der Chemie in Leiden und nach gesundheitlichen Problemen, welche nach einem Besuch in Bayern und der Schweiz wieder hergestellt wurden, arbeitete er als Chemiker. Zurückgekehrt nach Leiden beschäftigte er sich mit chemischen Fragen der Synthese von Aminen und aromatischen Nitroverbindungen. 1890 wurde van Romburgh auf Empfehlung von Melchior Treub Mitarbeiter des Botanischen Gartens von Buitenzorg, wo er auch mit der Leitung des agronomischen Chemielabors betraut wurde. In Indonesien trat nun die Untersuchung von Naturprodukten in den Vordergrund. So untersuchte er die etherischen Öle in Pflanzen, Kautschuk, Guttapercha, Tee, Kaffee, Koka, Gambir und Citronella. In verschiedenen Publikationen konnten so Hinweise zur besseren Nutzung derselben gegeben werden. Am 23. Juni 1902 erhielt er einen Ruf von der Universität Utrecht für organische Chemie, wo er am 4. Mai 1903 seine Antrittsvorlesung De beteekenis van het wetenschappelijk onderzoek van organische natuurproducten (deutsch: Die Bedeutung der wissenschaftlichen Untersuchung von organischen Naturprodukten) hielt.
In den Niederlanden beschäftigte er sich mit Nitraminen, Hexatrien und der Einwirkung von Ameisensäure auf höherwertige Alkohole und ätherische Öle. Zudem beteiligte er sich an den organisatorischen Aufgaben der Hochschule und war im Akademiejahr 1917/18 Rektor der Alma Mater. Ab 1892 war er korrespondierendes und am 11. Mai 1905 wurde Romburgh als ordentliches Mitglied in der Königlich-Niederländischen Akademie der Wissenschaften aufgenommen. Auch war er Mitglied der Provinciaal Utrechts Genootschap van Kunsten en Wetenschappen, dessen Ehrenmitglied er 1937 wurde. 1926 ernannte man ihn zum Ritter des Ordens vom niederländischen Löwen und im selben Jahr zum Kommandeur des Ordens von Oranien-Nassau. Am 24. Juli 1926 wurde er aus seiner Professur emeritiert, arbeitete dann noch in der niederländischen Kommission für Münzwesen und einer Kommission zur chemischen Verteidigung der Niederlande mit.

## Familie
Romburgh verheiratete sich am 24. Mai 1881 in Den Haag mit Wilhelmina Catharina Georgina Rademaker (* 6. Januar 1856 in Den Haag; † 27. Mai 1945 in Baarn), die Tochter des Georg Rademaker (* 10. Juli 1826 in Schiedam; † 28. Januar 1910 in Amsterdam) und dessen am 6. April 1853 in Leiden geheirateten Frau Catharina Johanna van Benten (* 3. Januar 1831 in Leiden; † 4. Oktober 1910 in Utrecht). Aus der Ehe stammen drei Söhne. Von den Kindern kennt man:
- Hubertus van Romburgh (* 26. Januar 1883 in Leiden; † 1. August 1977 in Brüssel) verh. am 1. Oktober 1946 in Brüssel mit Marietta Theresina Eluisa Pellegrini (* 18. August 1905 in Saint Gilles; † 1993)
- George van Romburgh (* 26. Mai 1885 in Leiden; † 25. Januar 1978 in Baarn) verh. am 22. Februar 1916 in Amsterdam mit Catharina Johanna Georgina Pieltjes (* 7. Juli 1894 in Amsterdam; † 23. Januar 1989 in Baarn)
- Cornelius Gerardus Marius van Romburgh (* 21. November 1887 in Leiden; † 2. Juli 1954 in Baarn) verh. am 16. August 1921 in Bandoeng mit France Rosa Engers (* 30. Dezember 1892 in Amsterdam; † 1981 in Bilthoven)